# Модализм (религия)
Модализм — одно из двух (наряду с динамизмом) основных антитринитарных течений христианства, на которые разделялось монархианство во II—III веках. Близкое к модализму учение савеллиан рассматривается как особая ересь. Доктрина модализма утверждает, что Отец, Сын и Дух не являются тремя вечными лицами вечного Бога, а некими временными модусами, в которых Он (Бог) Себя раскрывает.

## Происхождение и учение
В отличие от современных им адопционистов, лишь немногие из модалистов обладали достаточным образованием, чтобы систематизировать свою догматику. Эта партия монархиан не претендовала на какую-либо связь с наукой и философией своего времени. Модалисты не составляли никаких ученых кружков. Они были «люди простые и невежественные, принадлежавшие к массе верующих», как говорит о них Тертуллиан. Будучи выходцами из простонародья не владевшими диалектикой, они не желали вести всяких изысканий в области веры, довольствуясь тем, что изложено в символе веры. Вместо этого они всецело были проникнуты верой во Христа, как Бога, и выше всего ставили надежду на искупление. Учение современных им богословов не удовлетворяло их и воспринималось ими как возвращение в язычество. Согласно Оригену, «многих любящих Бога и искренно преданных Ему беспокоит то обстоятельство, что учение о Лице Иисуса Христа, как Логосе Божием, обязывает их веровать как бы в двух богов, и вот они, чтобы сохранить веру в единобожие, отрицают самостоятельное, отличное от Отца бытие Сына и считают Его тем же Отцом, только под другим именем».
Модалисты упрекали сторонников учения о Христе, как о Логосе, в двубожии, называли их греч. διθεοι, но при этом они руководились не столько желанием удержать единобожие, сколько внутренней религиозною потребностью прочно утвердить веру в полное Божество Христа. По их мнению, воззрение на Христа, как воплотившегося Логоса, унижает его Божеское достоинство и тем подрывает надежду на совершенное им искупление. Рассуждая далее, модалисты приходили к выводу, что если Христос был не Самим Богом Отцом, о котором говорится в символе веры, а каким-либо второстепенным Божеским существом, подчиненным Ему орудием, то и Его воплощение теряет свою спасительную силу, становится делом менее ценным и не может обеспечивать собой искупления. Простота учения модалистов привлекала к ним многочисленных сторонников и, по словам Ипполита Римского, они произвели «великое смущение по всему миру и во всех верующих».

## История
Хронология ранней истории модалистического монархианства недостаточно хорошо известна. Своим географическим центром модализм, подобно динамизму, имел Рим, но родиной его была Малая Азия, из которой вышли и первые адопционисты. Там оно зародилось в конце II века и, по-видимому, успеха не имело, в отличие от более интеллектуальных учений. Из собственно малоазийских модалистов известен только один Ноэт, которого Ипполит называет «начальником» (греч. άρχηγόν) модалистического движения, уроженец города Смирны, всю свою жизнь проведший на Востоке и осужденный собором местных пресвитеров. Однако и сведения о Ноэте сохранились у западных писателей, что подтверждает отсутствие серьёзного значения его учения на Востоке. Не найдя себе признания на родине, малоазийские модалисты отправлялись на Запад, в Рим, где они были встречены более радушно.
В конце II и начале III века в римской церкви шла энергичная борьба с динамистическим учением о Христе, как простом человеке. Будучи естественными и непримиримыми врагами динамистов в учении о Христе, их прямыми антиподами, модалисты оказались для римской церкви желательными союзниками. Первым в Рим, по-видимому, прибыл Праксей, явившийся сюда в конце II века уже с званием исповедника за имя Христа. В отличие от главы динамистов, Феодота Кожевника, у него не было позорной славы отрёкшегося, и в результате Праксей был принят римскими христианами как мученик и страдалец за Христа. Сразу же он добился расположения папы Виктора (189—198), которому он первый раскрыл глаза на еретический характер монтанистическаго движения, охватившаго тогда всю церковь, и побудил папу к осуждению его. Это обстоятельство, а равно и борьба его с динамистами, сразу обеспечили ему почетное положение в римской церкви. Папа Виктор сочувствовал ему и не препятствовал распространять своё учение. В Риме Праксей, по-видимому, оставался недолго и перебрался в Карфаген, где он встретил противника в лице как пресвитера Тертуллиана, которому Праксей был ненавистен уже как враг монтанизма. В Риме место его заняли новые выходцы с Востока, Эпигон, слуга и ученик Ноэта и его преемник Клеомен. Оба они примкнули к церковному большинству, встали под покровительство епископов, основали свою школу (όιδασχαλείον) и сохранили своё влияние до времен Савеллия.

## Борьба с модализмом
В конце II века среди римских христиан сформировалось несколько партий, которые не порывая связей с римскою церковью, придерживались совершенно различных учений о лице Иисуса Христа, и вступили между собой в открытый спор. Одни из них были модалисты и продолживший их дело Савеллий, другую группу возглавлял Ипполит Римский. Последним развивались субординационистические воззрения апологетов, которые не могли быть приемлемы для модалистов.
В результате последовавшей идейной борьбы, большинство римских христиан во главе с папой Каликстом I отвергло как учение апологетов в той форме, какую ему придал Ипполит, так и теорию модалистов, сливавших лица Отца и Сына. Поскольку сведений об учении Каликста сохранилось очень мало, смысл победившей в тот момент триадологической теории можно понять только приблизительно.